# 成清信愛

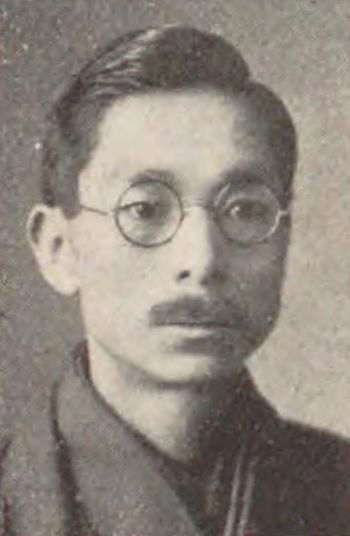
成清信愛

成清 信愛（なりきよ のぶえ / なりきよ しんあい / なるきよ しんあい、1886年（明治19年）1月2日 - 1946年（昭和21年）10月10日）は、大正から昭和前期の実業家、政治家。衆議院議員、貴族院多額納税者議員。

## 経歴
福岡県山門郡小川村（瀬高町を経て現みやま市瀬高町小川）で金山王・成清博愛、以恵子の長男として生まれる。1906年（明治39年）福岡県立中学伝習館（現福岡県立伝習館高等学校）卒業後に小学校代用教員を務めた。
その後、早稲田大学法科に入学したが、1912年（大正元年）に中退して父が経営する馬上金山に入り、県内外の鉱山の経営も行った。父の死去に伴い1916年（大正5年）家督を相続。その他、宇佐参宮鉄道社長、同バス社長、成清鉱業社長、三帆醤油社長、大分交通社長、朝陽銀行頭取、成清貯金銀行頭取、両豊銀行取締役、九州電気工業取締役、三池銀行監査役、大分セメント監査役などを務めた。1927年（昭和2年）酒造にも進出し清酒「的山」（てきざん）を販売した。
また、大分県農会長、速見郡酒造組合長、大政翼賛会中央協力会議議員、大分県酒類販売取締役、大分県酒造組合連合会会長、大分県農業会長、大分県山林会副会長、日出町教育会長なども務めた。
政界では、福岡県山門郡会議員に就任。1918年（大正7年）6月の貴族院多額納税者議員選挙で互選され、同年9月29日から1925年（大正14年）9月28日まで在任した。在任中は交友倶楽部に所属した。1928年（昭和3年）2月、第16回衆議院議員総選挙に大分県第二区から立憲政友会所属で出馬し当選して、衆議院議員に1期在任し、政友会大分県支部長を務めた。1937年（昭和12年）日出町長に就任し、無報酬で町勢の振興に尽力し、日出裁縫女学校長も務めた。

## 伝記
- 辻治六『成清信愛』成清信愛翁頌徳建碑委員会、1953年。※大分県立図書館所蔵